# Stockbury
Stockbury – wieś w Anglii, w hrabstwie Kent, w dystrykcie Maidstone. Leży 10 km na północny wschód od miasta Maidstone i 58 km na wschód od centrum Londynu.